# Санадзаро де' Бургонди
Санадза̀ро де' Бурго̀нди (на италиански: Sannazzaro de' Burgondi, на местен диалект: Sän Näzà, Сен Недза) е градче и община в Северна Италия, провинция Павия, регион Ломбардия. Разположено е на 87 m надморска височина. Населението на общината е 5869 души (към 2010 г.).